# Franz Ludwig Clauss
Franz Ludwig Clauss Röder (Leipzig, 12 de febrero de 1862-Huelva, 15 de abril de 1954) fue un empresario y diplomático hispano-alemán.

## Biografía
Industrial de profesión, se trasladó de Leipzig a España durante la década de 1890, donde haría fortuna. Contrajo matrimonio con la mexicana María Kindt Merino, con la que tendría cuatro hijos: Ludwig, Adolf, Rafaela y Araceli. Instalado en Huelva, creó junto a Bruno Wetzig una empresa de procesado de productos agrícolas; gracias a sus negocios lograría hacer una gran fortuna, convirtiéndose los Clauss en una de las familias más ricas de Huelva. Con posterioridad se convirtió en cónsul honorario de Alemania en Huelva, cargo que ejerció entre 1915 y 1945. Sus dos hijos, Adolf y Ludwig, fueron dos activos agentes nazis en el sur de España.
Durante los años de la Segunda Guerra Mundial mantuvo una estrecha amistad con el gobernador civil de la provincia, el falangista «camisa vieja» Joaquín Miranda González.
En 1947 su hijo Ludwig fue uno de los 104 agentes nazis reclamados por el Consejo de Control Aliado a la España franquista, si bien no fue entregado a los aliados.